# Gaspar de Utrera
Gaspar Fernández Fernández (Utrera, provincia de Sevilla, 1932-ibídem, 26 de febrero de 2008) fue un cantaor gitano, más conocido por su nombre artístico, Gaspar de Utrera, sobrino de Perrate de Utrera y La Perrata. De niño, dejó su trabajo en el matadero municipal cuando ganó el concurso "Fiesta en el aire" convocado por Radio Madrid. A raíz de este premio se uniría a la Compañía Juvenil de "Ases" que lideraba Naranjito de Triana.
En los años cincuenta, trabajó en los más conocidos tablaos flamencos de Madrid, como El Duende, El Corral de la Morería, Las Brujas, Arco de Cuchilleros y Los Canasteros. En esa eṕoca también acompañó al cante a diferentes grupos de baile flamenco por Europa y América. Más tarde regresaría a su localidad natal, interviniendo activamente en las actividades relacionadas con el flamenco en la zona, especialmente en Potaje Gitano de Utrera, el festival flamenco más antiguo de España, donde siempre tendría un lugar reservado.
Algunas de sus actuaciones más destacadas tuvieron lugar en festivales como la Bienal de Sevilla y el de Mont de Marsan. Sus últimas grabaciones en solitario son Arte y compás (1997) y Casta (2003) así como la realizadas en la colección de recopilatorios Cantaores de Época.
Falleció el 26 de febrero del 2008, en su localidad natal.